# Mariano Sastres
Mariano (o Marian) Sastres (Barcelona finals del segle xviii - segle XIX) va ser un impressor i llibreter català.
Fill d'Antoni Sastres, impressor barceloní, va començar d'impressor amb la seva mare, la Viuda Sastres, també impressora i llibretera, quan aquesta l'associà, el 1817, a la seva botiga a Barcelona situada al carrer d'Escudellers. L'any 1834, la impremta i llibreria de la "Viuda Sastres e hijos" es va passar a dir "Imprenta de Mariano Sastres", i se situà a la Baixada de Sant Miquel. Sembla que cap al 1841 va plegar la botiga de Barcelona, i a inicis de 1843 es troba instal·lat a Reus, on la seva mare ja havia tingut una llibreria a finals de la Guerra del francès. A Reus tenia oberta la llibreria, que sembla que no era impremta, a la plaça del Mercadal, en un local que feia cantonada amb el carrer Major. Aquell any es va mostrar molt actiu. Relacionat amb les autoritats liberals del moment, com ara l'alcalde Josep Simó, va treure a la llum el mes de març un periòdic titulat Boletín de Notícias que sortia tres cops a la setmana i l'imprimia el taller de Bages i Sabater. Mariano Sastres en tenia l'exclusiva de la subscripció i venda a la seva llibreria, i n'era l'editor responsable, el que ara en diríem director, de la publicació. Aquest periòdic, d'ideologia progressista, va tenir problemes amb el govern civil que el va suspendre quan tot just havia publicat quatre números. Mariano Sastres va aconseguir fer-lo tornar a sortir amb el mateix format, ara amb el nom de Boletín Reusense, i seguint l'antiga numeració. La sèrie del nou periòdic s'inicià amb el número 5 i seguia confeccionant-se a la impremta de Bages i Sabater amb ell com a editor responsable i la seva llibreria com a redacció i punt de subscripció, de distribució i de venda. Amb el fracàs de la sublevació a Reus de Prim i Milans del Bosch contra Espartero, van arribar moments difícils per als progressistes locals i va desaparèixer el periòdic. Mariano Sastres el 1844 ja havia tancat la llibreria i havia tornat a Barcelona.